# كأس نيوزيلندا 1978
كأس نيوزيلندا 1978 (بالإنجليزية: 1978 Chatham Cup)‏ هو موسم من كأس نيوزيلندا. فاز فيه Manurewa AFC ‏.